# Adolf Ziegler (Politiker)
Paul Adolf Ziegler (* 27. August 1894 in Winnenden; † 28. Januar 1972 in Dortmund) war ein hessischer Politiker (NSDAP) und Abgeordneter des Landtags des Volksstaates Hessen in der Weimarer Republik.

## Familie und Leben
Adolf Ziegler war der Sohn des Bürstenmachers Johann Christian Ziegler (1856–1926) und dessen Frau Eva Maria geborene Kübler (1850–1926). Adolf Ziegler, der evangelischer Konfession war, war mit Anna Elisabethe geborene Lachmann verheiratet.
1920 bis 1929 war er Geschäftsführer einer Kartonagefabrik und später selbstständiger Kaufmann in Michelstadt. 1936 wurde er Gauamtsleiter im Amt für Kriegsopfer.

## Politik
Adolf Ziegler gehörte 1932 bis 1933 in der 6. und 7. Legislaturperiode dem Landtag an.